# Horatio Stump
Horatio Stump är en bergstopp i Antarktis. Den ligger i Sydshetlandsöarna. Argentina, Chile och Storbritannien gör anspråk på området. Toppen på Horatio Stump är 165 meter över havet. Horatio Stump ligger vid sjön Kiteschbach.
Terrängen runt Horatio Stump är platt österut, men söderut är den kuperad. Havet är nära Horatio Stump norrut. Trakten är glest befolkad. Närmaste befolkade plats är Escudero Station, 2,6 kilometer nordost om Horatio Stump. 